# Vin cuit (Suisse)
Ne doit pas être confondu avec Vin cuit (France).
En Suisse, le vin cuit, la raisinée ou la cougnarde est une préparation visqueuse de couleur brun foncé à base de jus de fruit, habituellement de poire ou de pomme.

## Vin cuit suisse
En Suisse, le vin cuit ou vin-cuit (dans le canton de Fribourg, la Broye et le Jorat vaudois), la raisinée (autour du bassin lémanique) ou encore cougnarde, coignarde, cugnarde ou le Biresaasa (Fribourg alémanique) est un produit à base de sirop concentré de fruits, très courant dans les Alpes et notamment en Suisse romande où il a longtemps servi de succédané au sucre, produit autrefois luxueux.
Le vin cuit est utilisé pour élaborer des desserts (gâteau, tarte au vin cuit), comme accompagnement de glace à la vanille ou de crêpes, mais il entre aussi comme ingrédient dans la moutarde de Bénichon fribourgeoise.
Ce vin cuit suisse est élaboré à base de jus de poire, de pomme ou encore (plus rarement) de raisin. Sa couleur varie d'un brun chocolat à un brun presque noir. Il est très visqueux et peut se conserver durant de nombreuses années.
Les termes « vin cuit » ou « raisinée » ont un côté trompeur pour un autre francophone car ce vin cuit-là n'est pas un vin et n'a rien à voir avec le vin cuit au sens courant hors de Suisse. Sans compter que le raisin n'entre que rarement dans la fabrication même de la raisinée.
La poire à Botzi, spécialité de la région, est souvent utilisée. Dans le canton de Vaud, la poire est généralement additionnée de jus de pomme, comme la pomme douce, une variété locale de pomme.

### Histoire
Les réductions de fruits, en tous points similaires au vin cuit suisse et au sirop de Liège belge actuels, sont connus depuis l'Antiquité comme moyen simple de conserver des fruits d'une manière pratiquement illimitée. Le terme grec classique est siraion. Les écrivains romains, tels que Pline l'Ancien, Apicius ou Columelle, parlent de sapa, de caroenum, defritum ou defrutum selon le degré de réduction, qui varie en fonction des auteurs entre la moitié et le tiers de la quantité de base.
L'Encyclopédie d'Yverdon mentionne un vin cuit, à base de moût de raisin réduit aux 2/3, et qui s'utilise comme boisson pour les malades.
Son utilisation se limitait aux tartines comme remplacement de la confiture, ou sur de la semoule ou des pommes de terre bouillies.

### Fabrication

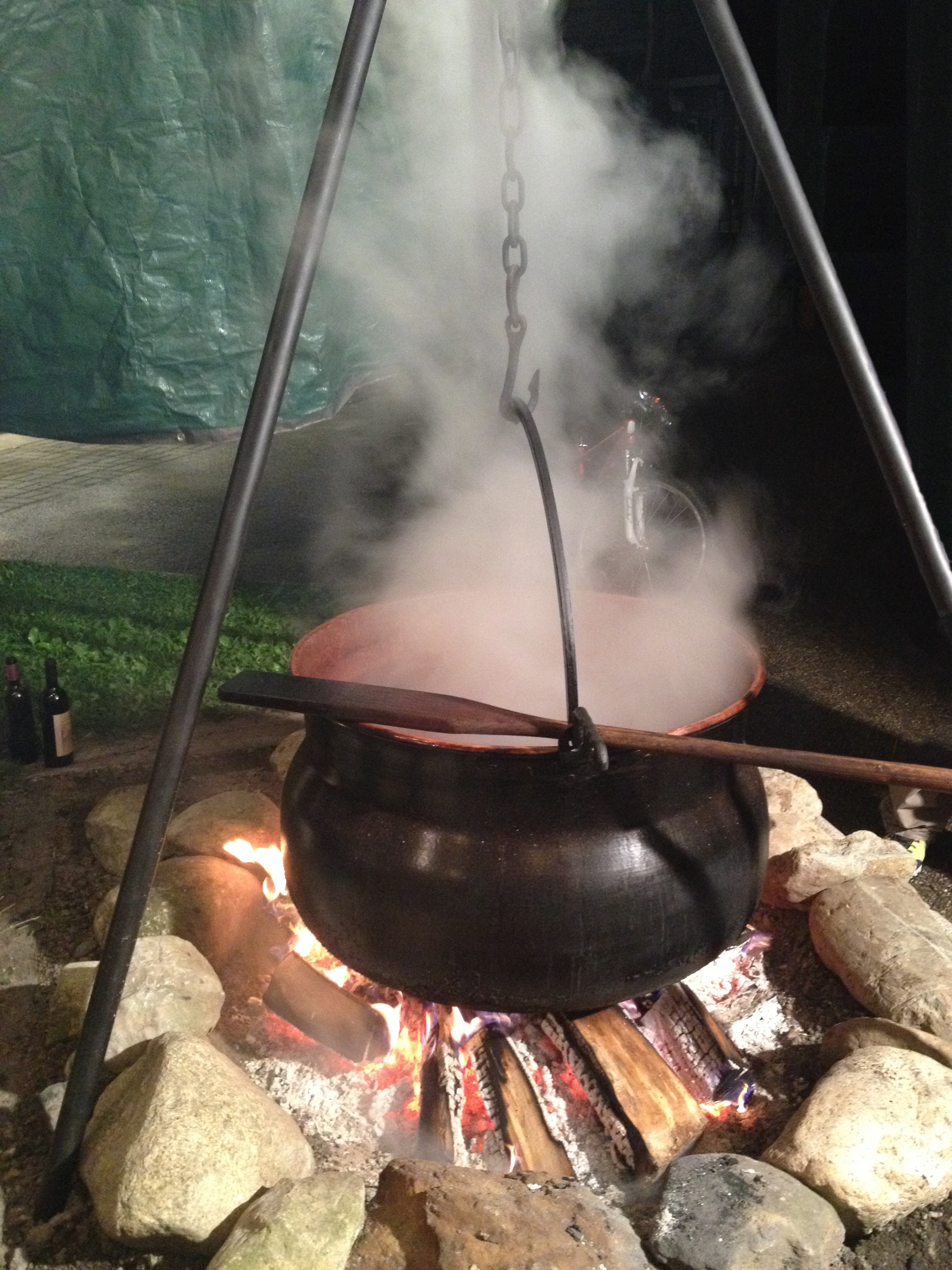
Un chaudron de raisinée.

La fabrication se fait en remplissant un gros chaudron de cuivre de quelques centaines de litres de jus — typiquement 200 à 350 litres — puis en chauffant lentement ce jus sans interruption durant 12 à 36 heures selon la quantité de jus, en évitant à tout prix de trop chauffer le liquide, ce qui lui conférerait un goût de brûlé. Le volume va ainsi réduire environ 10 fois : 100 litres de jus de fruit donneront de 8 à 10 litres de vin cuit. Après refroidissement, on obtient un concentré pouvant se conserver très longtemps, en bouteille, sans précautions particulières. Sa consistance finale est atteinte dès qu'une trace de couteau subsiste dans une cuillerée de liquide préalablement refroidi, ce qui correspond approximativement à la viscosité de la mélasse.
La coignarde se prépare de façon similaire, mais des morceaux de fruits coupés sont ajoutés en fin de cuisson, tels que des poires, des coings ou de la courge.
Le raisiné, confiture, utilise le même processus en poussant le chauffage jusqu'au sirop, voire jusqu'à solidification d'un bloc de raisiné (qui servait alors de remplacement bon marché au sucre jusqu'à la Seconde Guerre mondiale).
La préparation est souvent faite entre amis, voisins, ou même lors d'une fête dans certains villages, comme à Grangettes-près-Romont, dans le canton de Fribourg, ou à Saint-Légier-La Chiésaz, dans le canton de Vaud.